# Maynard M. Metcalf
Pour les articles homonymes, voir Metcalf.
Maynard M. Metcalf est un zoologiste américain, né le 12 mars 1868 à Elyria (Ohio) et mort le 22 avril 1940 à Winter Park (Floride).

## Biographie
Maynard M. Metcalf est le fils de Elijah Wright Metcalf et de Maria Ely Metcalf. Il étudie à l’Oberlin College et à l’université Johns-Hopkins où il recevra un Ph. D. en 1893. Jusqu’en 1906, il dirige le département de biologie du Goucher College avant de diriger le département de zoologie de l’Oberlin College. En 1914, il démissionne pour se consacrer à la recherche de terrain tant aux États-Unis d'Amérique qu’à l’étranger. En 1924, il dirige la division de biologie et d’agriculture de la National Academy of Sciences. Il est également membre de l’Ohio Academy of Science qu’il préside en 1919. Il est l’auteur de plus de 150 publications consacrée à l’évolution ainsi qu’à des questions économiques ou philosophiques.

## Source
- Nécrologie parue dans The Ohio Journal of Science, vol. 56 (6), novembre 1941, p. 410.